# 圣艾智德堂 (塞维利亚)

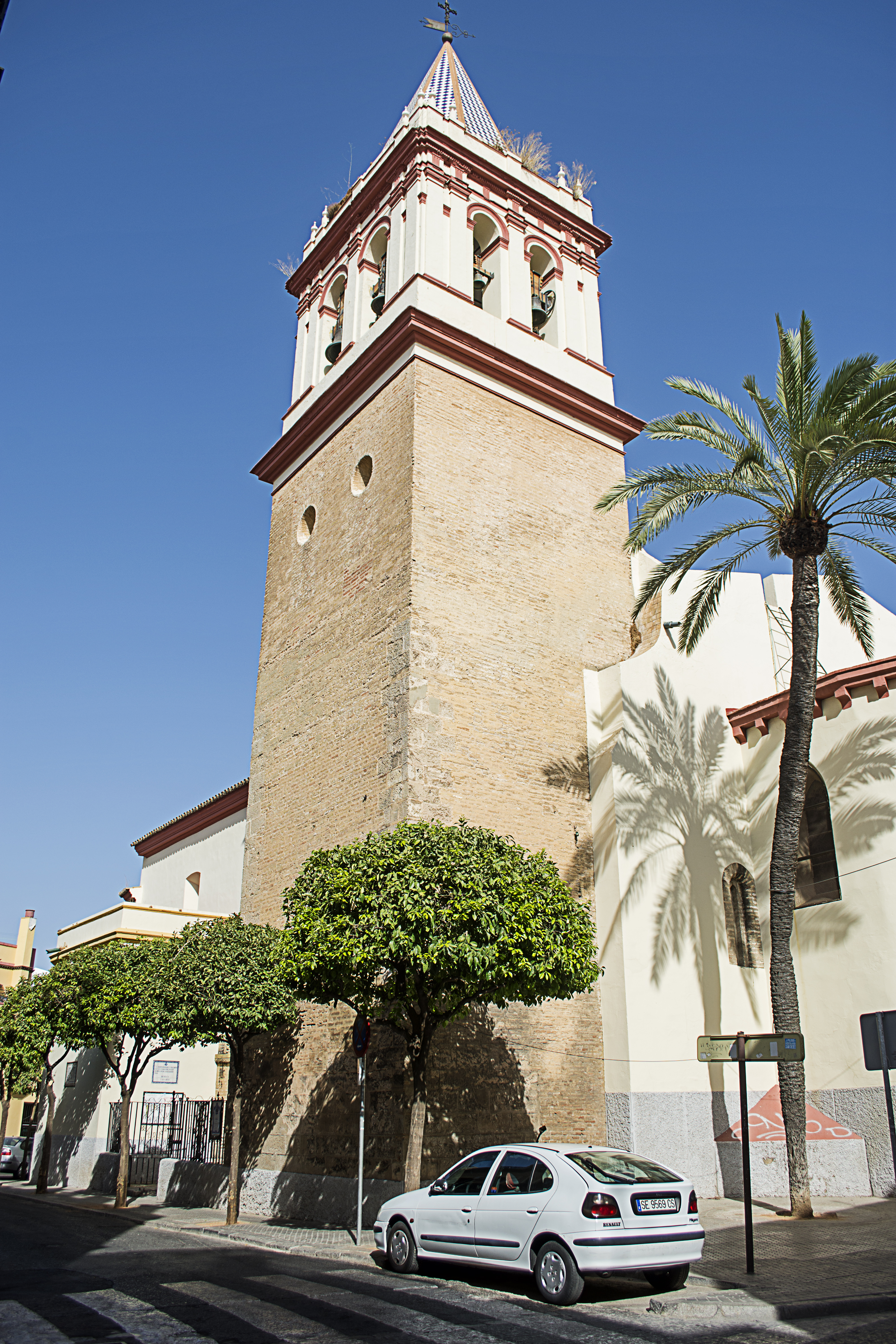

圣艾智德堂（西班牙語：Iglesia de San Gil）是一座罗马天主教堂区教堂，奉圣艾智德为主保圣人，位于西班牙安达卢西亚自治区塞维利亚的同名社区（barrio de San Gil），塞维利亚城墙上的马卡雷纳门（Puerta de la Macarena）旁边。该堂为巴洛克建筑风格，始建于13世纪，完成于19世纪。1931年公布为西班牙文化财产。